# パーソナルエンスンステークス
 パーソナルエンスンステークス(Personal Ensign Stakes)は、アメリカ合衆国ニューヨーク州のサラトガ競馬場で行われる競馬の平地競走。ダート9ハロン（約1811m）で施行される。出走条件は3歳以上牝馬。競走格付けはG1。例年8月下旬に開催され、同日に行われるトラヴァーズステークスの前座競走となっている。

## 概要
1948年、ニューヨーク州ジャマイカ競馬場において、3歳以上牝馬を出走条件とするハンデキャップ競走、「フィレンツェハンデキャップ」が創設されたことに始まる。競走名は19世紀後半に活躍した牝馬フィレンツェを記念したものであった。1986年より、ルイジアナロッタリー社創設者で馬主としても著名であったジョンA. モリスの名を競走名に冠し、「ジョン A.モリスハンデキャップ」に改称。翌1987年よりG1競走に格付けられた。
1996年、競走馬時代に「ミス・パーフェクト」の異名を取ったパーソナルエンスンが繁殖牝馬としてもエクリプス賞を受賞。1998年、その功績を記念し、競走名が「パーソナルエンスンハンデキャップ」に改称された。2005年、負担重量の決定法が従来のハンデキャップから賞金別定に変更され、競走名も「パーソナルエンスンステークス」と改称されたが、2012年に再度、ハンデキャップ競走の「パーソナルエンスンハンデキャップ」に戻された。

## 年譜
- 1948年 ジャマイカ競馬場・ダート8.5ハロンの牝馬限定ハンデキャップ競走「フィレンツェハンデキャップ」創設。
  - 1951年 - 1957年 距離が9ハロンに延長される。
- 1958年 - 1974年 開催場がサラトガ競馬場に移行される。
  - 1958年 距離が8.5ハロンに短縮される。
  - 1959年 距離が9ハロンに延長される。
  - 1960年 - 1961年 距離が8ハロンに短縮される。
  - 1962年 - 1971年 距離が9ハロンに延長される。
  - 1968年 Politelyが史上初の連覇。
  - 1972年 - 1974年 施行馬場が芝に変更。
- 1975年 アケダクト競馬場・芝11ハロンで施行。Lie Lowが史上2頭目の連覇。
- 1976年 開催場・施行馬場・距離が、サラトガ競馬場ダート9ハロンに復帰する。
- 1982年 雷雨により開催が1日順延。
- 1986年 競走名が「ジョンA. モリスハンデキャップ」に改称される。
- 1987年 G1競走に格付けられる。
- 1995年 距離が10ハロンに延長される。
- 1998年 競走名が「パーソナルエンスンハンデキャップ」に改称される。
- 2000年 Beautiful Pleasureが史上3頭目の連覇。
- 2005年 斤量算定法が賞金別定に変更、競走名が「パーソナルエンスンステークス」に改称される。
- 2012年 斤量算定法がハンデキャップに、競走名が「パーソナルエンスンハンデキャップ」に戻される。距離が9ハロンに短縮される。

## 優勝馬

### 近年の優勝馬
※G1競走格付け以降の優勝馬。
| 年     | 優勝馬             | 仮名読み                     | 性齢 | タイム  | 騎手              | 調教師               |
| ------ | ------------------ | ---------------------------- | ---- | ------- | ----------------- | -------------------- |
| 1987年 | Coup de Fusil      | クープドフュージル           | 牝5  | 1:49.20 | A. コルデロ Jr.   | J. ネルド            |
| 1988年 | Rose's Cantina     | ロージズカンティナ           | 牝4  | 1:49.80 | J. サントス       | L. ジョリー          |
| 1989年 | Colonial Waters    | コロニアルウォーターズ       | 牝4  | 1:50.00 | A. コルデロ Jr.   | R. ピアース          |
| 1990年 | Personal Business  | パーソナルビジネス           | 牝4  | 1:51.20 | C. アントレー     | C. マゴーヒー3世     |
| 1991年 | Fit to Scout       | フィットトゥースカウト       | 牝4  | 1:50.30 | C. アントレー     | J. C. ヴァン・バーグ |
| 1992年 | Quick Mischief     | クイックミスチーフ           | 牝4  | 1:47.96 | C. ペレ           | C. カールシモ Jr.    |
| 1993年 | You'd Be Surprised | ユードビーサプライズド       | 牝4  | 1:48.59 | J. ベイリー       | M. ミラー            |
| 1994年 | Link River         | リンクリヴァー               | 牝4  | 1:50.46 | J. クローン       | W. モット            |
| 1995年 | Heavenly Prize     | ヘヴンリープライズ           | 牝4  | 2:04.16 | P. デイ           | C. マゴーヒー3世     |
| 1996年 | Urbane             | アーベイン                   | 牝4  | 2:03.05 | A. ソリス         | A. ブラッドショー    |
| 1997年 | Clear Mandate      | クリアマンデイト             | 牝5  | 2:03.71 | M. スミス         | G. アーノルド        |
| 1998年 | Tomisue's Delight  | トミシューズディライト       | 牝4  | 2:04.08 | P. デイ           | N. ハワード          |
| 1999年 | Beautiful Pleasure | ビューティフルプレジャー     | 牝4  | 2:02.57 | J. チャベス       | J. T. ウォード Jr.   |
| 2000年 | Beautiful Pleasure | ビューティフルプレジャー     | 牝5  | 2:03.77 | J. チャベス       | J. T. ウォード Jr.   |
| 2001年 | Pompeii            | ポンペイ                     | 牝4  | 2:04.60 | R. ミグリオーレ   | J. キンメル          |
| 2002年 | Summer Colony      | サマーコロニー               | 牝4  | 2:03.15 | J. ヴェラスケス   | M. ヘニグ            |
| 2003年 | Passing Shot       | パッシングショット           | 牝4  | 2:03.33 | J. サントス       | H. A. ジャーケンス   |
| 2004年 | Storm Flag Flying  | ストームフラッグフライング   | 牝4  | 2:03.63 | J. ヴェラスケス   | C. マゴーヒー3世     |
| 2005年 | Shadow Cast        | シャドウキャスト             | 牝4  | 2:02.07 | R. アルバラード   | N. ハワード          |
| 2006年 | Fleet Indian       | フリートインディアン         | 牝5  | 2:03.87 | J. サントス       | T. プレッチャー      |
| 2007年 | Miss Shop          | ミスショップ                 | 牝4  | 2:03.48 | J. カステリャーノ | H. A. ジャーケンス   |
| 2008年 | Ginger Punch       | ジンジャーパンチ             | 牝5  | 2:03.37 | R. ベハラーノ     | R. フランケル        |
| 2009年 | Icon Project       | アイコンプロジェクト         | 牝4  | 2:02.37 | J. ルパルー       | M. ウルフソン        |
| 2010年 | Persistently       | パーシステントリー           | 牝4  | 2:04.49 | A. ガルシア       | C. マゴーヒー3世     |
| 2011年 | Ask the Moon       | アスクザムーン               | 牝6  | 2:04.21 | J. カステリャーノ | M. ウルフソン        |
| 2012年 | Love and Pride     | ラブアンドプライド           | 牝4  | 1:49.22 | J. ヴェラスケス   | T. プレッチャー      |
| 2013年 | Royal Delta        | ロイヤルデルタ               | 牝5  | 1:48.34 | M. スミス         | W. モット            |
| 2014年 | Close Hatches      | クローズハッチズ             | 牝4  | 1:50.62 | J.ロサリオ        | W. モット            |
| 2015年 | Sheer Drama        | シアードラマ                 | 牝5  | 1:49.05 | J.ブラボー        | D.フォークス         |
| 2016年 | Cavorting          | カボーティング               | 牝4  | 1:48.61 | J.カステリャーノ  | K.マクローリン       |
| 2017年 | Forever Unbridled  | フォーエバーアンブライドルド | 牝5  | 1:49.16 | J.ロサリオ        | D.スチュワート       |
| 2018年 | Abel Tasman        | エイベルタズマン             | 牝4  | 1:47.19 | M.スミス          | B.バファート         |
| 2019年 | Midnight Bisou     | ミッドナイトビズー           | 牝4  | 1:47.92 | M.スミス          | S.アスムッセン       |
| 2020年 | Vexatious          | ヴェクセイシャス             | 牝6  | 1:48.82 | J.Lezcano         | J.Sisterson          |
| 2021年 | Letruska           | レトルースカ                 | 牝5  | 1:49.15 | I.Ortiz Jr.       | F.Gutierrez          |
| 2022年 | Malathaat          | マラサート                   | 牝4  | 1:48.30 | J.Velazquez       | T.Pletcher           |
| 2023年 | Idiomatic          | イディオマティック           | 牝4  | 1:49.12 | F.ジェルー        | B.コックス           |
| 2024年 | Raging Sea         | レイジングシー               | 牝4  | 1:49.14 | F.プラ            | C.ブラウン           |

### 過去の主な優勝馬
- 1982年 - Number（ジェイドロバリーの母）